# 德格印经院
德格印经院（藏語：སྡེ་དགེ་པར་ཁང་，威利转写：sde dge par khang），位于四川省甘孜藏族自治州德格县欧普龙山，为藏传佛教印经中心之一，1980年7月7日列為四川省重新確定公布的第一批省級文物保護單位。1996年11月20日公佈為第四批全國重點文物保護單位。
清雍正七年（1729年），德格土司却杰·登巴泽仁在其家庙贡钦寺内另建佛殿，刻版印经。其子杰色·索朗贡布继位后，再扩建，为德格贡钦寺印经院。
贡钦寺是萨迦派的主要寺院。其印经主要为藏文大藏经甘珠尔和丹珠尔，以及《续部全集》和《修法大全》、萨迦派的《道果释义》、宁玛派《续藏》、噶当派《父法子法》、觉囊派《百行论》等，还有本教的《黑白花龙经》。该院最早刊刻的《三体合璧般若八千颂》为所藏经版中的精品。此外还收集刊印了著名的《德格版藏文大藏经》，闻名于世。